# 薬師寺国盛
薬師寺 国盛（やくしじ くにもり）は、戦国時代の武将。細川氏（京兆家）の家臣。通称は与次・三郎左衛門尉。
摂津国守護代（下郡）。

## 概要
薬師寺元一の子。国長の弟。幼名は岩千代丸。
薬師寺氏が務めていた摂津国守護代は、薬師寺長盛（元長の弟）の子である元一・長忠兄弟の時代に上郡・下郡に分割されることになった。ところが、永正元年（1504年）9月、元一が細川政元に反乱を起こした結果、破れて自殺し、長忠が摂津一国の守護代となった。永正4年（1507年）6月、細川澄之を推す勢力は細川政元を暗殺するが、その約40日後、細川高国らに主要人物を殺され、このとき、長忠も討たれた（永正の錯乱）。
永正5年（1508年）、細川高国の政権が成立する。高国が細川氏の家督を得ると、元一の遺児である万徳丸・岩千代丸の兄弟が召し出され、元一・長忠兄弟の例に倣って摂津を分け与えられた。やがて、万徳丸は与一→九郎左衛門国長、岩千代丸が与次→三郎左衛門国盛と称したのは、元一・長忠の先例に随ったと考えられている。
細川晴元の攻勢が強まると、享禄元年（1528年）に薬師寺兄弟は一度は晴元に降伏した。
享禄3年（1530年）、国盛は、浦上村宗、細川高国らに富松城を落とされ、大物（）城（尼崎）に逃れた。しかし、同城も攻められ、降伏したため、晴元の人質となっていた国盛の7歳になる子が堺の釈迦堂で殺されたという。
享禄4年（1531年）4月、高国と共に京に侵攻したが、山崎において、かつての主君・晴元の武将である三好元長に敗北し、同年6月、大物崩れで敗死したとされる。